# Saint-Gabriel-de-Valcartier
Saint-Gabriel-de-Valcartier es un municipio canadiense situado en la provincia de Quebec.

## Superficie
Saint-Gabriel-de-Valcartier tiene una superficie de 432,62 km².

## Demografía
En 2021, tenía 3223 habitantes, una densidad poblacional de 7,5 hab./km², y 1136 viviendas.